# 旅は道ヅレ
『旅は道ヅレ』（たびはみちヅレ）は2011年4月12日から9月27日まで、毎週火曜日の23:55 - 24:55（JST）に毎日放送で放送されていた旅バラエティ番組。
ここでは、前身番組にあたる『旅は道ヅレ ある日、突然、芸人と』についても記述する。

## 旅は道ヅレ ある日、突然、芸人と
『旅は道ヅレ ある日、突然、芸人と』（たびはみちヅレ あるひ、とつぜん、げいにんと）は『熱血!テレビ番長』内で2011年1月11日・2月8日・3月8日・3月15日に放送された番組。
芸人が街行く人に「私と一緒に海外旅行に行きませんか?」と声をかけ、受諾した人の中から選んだ「道ヅレさん」（第2回からこの呼び名がついた）1名と海外旅行をする。旅行先の国は芸人が好きなところを選ぶことができる。旅の期限は2泊3日（第2回のみ27時間）。ホテル代を含む現地での旅の資金として、10万円が用意される。現地ガイドや通訳はなしで、同行スタッフも手伝わず、3人だけの力で行動する。
毎日放送では、2011年2月27日深夜（28日0:50〜）に第1回、2011年3月27日深夜（28日0:34〜）に第2回を再放送した。

### 出演
- MC - 小籔千豊

芸人と旅をした道ヅレさんの自宅（第1回は学生寮）から放送。
- ナレーション - 梅村みずほ（第1回）、柏木宏之（毎日放送アナウンサー、第2回）、松井愛（毎日放送アナウンサー、第3・4回）

### 放送リスト
|   | 放送日        | 芸人     | 旅行先   | 芸人・道ヅレさんのやりたいこと |
| - | ------------- | -------- | -------- | --- |
| 1 | 2011年1月11日 | ダイアン | タイ     | むき出しのタイを満喫したい、ニューハーフショーに行きたい（西澤裕介） チャオプラヤー川のディナークルーズに行きたい（津田篤宏） アユタヤー遺跡にあるワット・ロカヤ・スタに行きたい、象の背中に乗りたい（道ヅレさん） |
| 2 | 2011年2月8日  | 銀シャリ | イタリア | スーツを仕立てたい（鰻和弘） セリエAの試合が見たい（橋本直） 修業でお世話になったシェフに自分のピザを食べてもらいたい（道ヅレさん）                                                                                |
| 3 | 2011年3月8日  | 天竺鼠   | フランス | セーヌ川で釣りがしたい（瀬下豊） モンマルトルで絵を描きたい（川原克己） パリの人たちの前で、フランス語版「タッチ」を完全コピーで歌いたい（道ヅレさん）                                                             |
| 4 | 2011年3月15日 | 天竺鼠   | フランス | セーヌ川で釣りがしたい（瀬下豊） モンマルトルで絵を描きたい（川原克己） パリの人たちの前で、フランス語版「タッチ」を完全コピーで歌いたい（道ヅレさん）                                                             |

### スタッフ
- 構成：上地茂晴
- CAM：露口三郎（毎日放送）、桂将太（毎日放送、第2回）、喜多良平（第3・4回）
- AUD：田中聖二（毎日放送、第1回）、稲垣雄二（第2回）、上田一路（第2・3・4回）
- AUD/MA：中西進二（毎日放送、第1回）
- VE：林輝（第2・3・4回）
- MA：新田陽子（第2回）、中西進二（毎日放送、3・4回）
- 音効：景山佳彦（音選屋）
- 美術：中西勇二（毎日放送）、荒井春佳
- 編成：田中将徳・川原秋呼（毎日放送）
- 宣伝：渡邉優子（毎日放送）
- タイトル：神谷明子、柳原正子（第2回）
- タイトルCG：紀野伸子、村田英樹
- EED：野畑智樹・須藤慎平（毎日放送）
- 車両：堀田茂彦
- 美術協力：タイトルラボ、ステッププラン
- 写真協力：時代（第2回）、上森将弘（第2回）
- 協力：Dmark、フロッグ、ドゥエンタープライズ、フォレスト、サウンドエースプロダクション、GPAアジアセンター（第1回）、京都大学（第1回）、京都外国語大学（第1回）、京都嵯峨芸術大学（第1回）、ECC国際外語専門学校（第1回）、エム&エム・メディアサービス（第2回）、ピッツェリア デル・レ（第2回）、BODYMAKER（第2回）、BERRY MIX（第3・4回）
- コーディネーター：清水りか（第2回）、鎌田聡江（第3・4回）
- リサーチャー：木原未央（第1回）、田中ミカン（第2回）
- AD：近藤拓也、植村文雄
- ディレクター：光岡麦（Dmark）、前田大助、井上孝（第2回）
- 演出：京原雄介（毎日放送）
- アシスタントプロデューサー：反橋たかみ（ドゥエンタープライズ）、伊藤朋子（よしもとクリエイティブ・エージェンシー）
- プロデューサー：長富剛（毎日放送）、田尻麻衣（よしもとクリエイティブ・エージェンシー）
- 制作：浜田尊弘
- 制作協力：吉本興業
- 製作：毎日放送

## 旅は道ヅレ
『旅は道ヅレ ある日、突然、芸人と』の好評を受けてレギュラー化が決定し、『旅は道ヅレ』のタイトルで2011年4月12日から同年9月27日まで放送された。
街で誘われた一般人や応募した一般視聴者から選ばれた旅人が芸人「道ヅレさん」とともに旅行。旅人は「道ヅレさん」のサポートのもとで、やりたいことを実現させる。旅は2泊3日（第3・4回は3泊4日、第6・7回は1泊2日、第16・17回は45時間）で、旅行中の資金は10万円。基本的に現地ガイドや通訳はなく、同行スタッフも手伝わず、旅人と「道ヅレさん」だけの力で行動するのは『旅は道ヅレ ある日、突然、芸人と』と同じだが、旅行先によっては通訳が同行していることがある。また第5回で元カノの女性が働くホテルで撮影交渉する間、ホテルの外で旅人と「道ヅレさん」の荷物を預かったり、第10回で高所恐怖症の旅人に代わり、音声スタッフがダイアン・西澤裕介とともに逆バンジージャンプのアトラクションに乗った。
『旅は道ヅレ ある日、突然、芸人と』から変更されたルールは以下のとおり。
- 「道ヅレさん」の呼称は『旅は道ヅレ ある日、突然、芸人と』では旅人側だったが、この番組では芸人側に変更。
- 旅行先の国は旅人が行きたい場所となる。
- 出発日当日に待ち合わせ場所で顔を合わせるまで、旅人・「道ヅレさん」ともに、お互い誰と旅行するかは知らされていない。さらに「道ヅレさん」は旅行先やそこで何をするのかも知らされていない。

2011年4月9日から7月30日は、翌週の予告編『旅ヅレのツレ』が毎週土曜日の18:56 - 19:00に放送されていた。ただし2011年6月4日から6月25日までは『やかせて!ソーセージ』で放送された1週間の放送内容を振り返る『やけた?ソーセージ』放送のため休止。

### 出演
- 旅の見届け人 - 小籔千豊

芸人と旅をした旅人の自宅から放送。
- ナレーション - 島よしのり

### 放送リスト
|    | 放送日        | 道ヅレさん     | 旅行先         | 旅人のやりたいこと                           |
| -- | ------------- | -------------- | -------------- | -------------------------------------------- |
| 1  | 2011年4月12日 | スマイル       | 台湾           | ワニの太ももを食べたい                       |
| 2  | 2011年4月19日 | スマイル       | 台湾           | ワニの太ももを食べたい                       |
| 3  | 2011年4月26日 | 宇都宮まき     | ドイツ         | ドイツビールを100種類飲みたい                |
| 4  | 2011年5月3日  | 宇都宮まき     | ドイツ         | ドイツビールを100種類飲みたい                |
| 5  | 2011年5月10日 | ギャロップ     | モナコ         | 元カノに会って告白したい                     |
| 6  | 2011年5月17日 | ジャルジャル   | 韓国           | おばあちゃんのふるさとを探したい             |
| 7  | 2011年5月24日 | ジャルジャル   | 韓国           | おばあちゃんのふるさとを探したい             |
| 8  | 2011年5月31日 | 藤崎マーケット | アメリカ       | テキサスで本物のカウボーイと酒場で決闘したい |
| 9  | 2011年6月7日  | 藤崎マーケット | アメリカ       | テキサスで本物のカウボーイと酒場で決闘したい |
| 10 | 2011年6月14日 | 笑い飯         | 香港 マカオ    | 運気を上げるために占い師に占ってもらいたい   |
| 11 | 2011年6月21日 | 笑い飯         | 香港 マカオ    | 運気を上げるために占い師に占ってもらいたい   |
| 12 | 2011年6月28日 | 小泉エリ       | モンゴル       | 大好きな朝青龍みたいに相撲が強くなりたい     |
| 13 | 2011年7月5日  | ダイアン       | オーストラリア | ゴールドコーストでスカイダイビングしたい     |
| 14 | 2011年7月12日 | ダイアン       | オーストラリア | ゴールドコーストでスカイダイビングしたい     |
| 15 | 2011年7月19日 | 小籔千豊       | 中国           | 水族館で飼育していたイルカにもう一度会いたい |
| 16 | 2011年7月26日 | 千鳥           | バリ島         | 激安エスニックファッションを買い物したい     |
| 17 | 2011年8月2日  | 千鳥           | バリ島         | 激安エスニックファッションを買い物したい     |
| 18 | 2011年8月9日  | 宇都宮まき     | マレーシア     | ウクレレと民族楽器でライブがしたい           |
| 19 | 2011年8月16日 | 宇都宮まき     | マレーシア     | ウクレレと民族楽器でライブがしたい           |
| 20 | 2011年8月23日 | さゆり         | イタリア       | 時間の許す限りカフェ巡りをしたい             |
| 21 | 2011年8月30日 | さゆり         | イタリア       | 時間の許す限りカフェ巡りをしたい             |
| 21 | 2011年8月30日 | 兵動大樹       | 韓国           | インスタントラーメンを食べたい               |
| 22 | 2011年9月6日  | 兵動大樹       | 韓国           | インスタントラーメンを食べたい               |
| 23 | 2011年9月13日 | シルク         | トルコ         | 本場のナイトクラブでベリーダンスを踊りたい   |
| 24 | 2011年9月20日 | シルク         | トルコ         | 本場のナイトクラブでベリーダンスを踊りたい   |
| 25 | 2011年9月27日 | 小泉エリ       | タイ           | 犬恐怖症を克服するためにトラに抱きつきたい   |

### スタッフ
- 構成：上地茂晴、ハスミマサオ、太田由貴
- CAM：露口三郎（毎日放送）、杉村哲司（アークジャパン）、澁谷徳士（放送映画製作所）
- AUD/MA：中西進二（毎日放送）、平尾拓也（放送映画製作所）
- 音効：景山佳彦（音選屋）
- 美術：中西勇二（毎日放送）
- 編成：田中将徳・川原秋呼（毎日放送）
- 宣伝：渡邉優子（毎日放送）
- タイトル：神谷明子
- アニメCG：坂本渉太
- WEB：荒木崇（毎日放送）
- タイトルCG：紀野伸子、村田英樹
- EED：野畑智樹・須藤慎平（毎日放送）
- 美術協力：タイトルラボ
- 協力：Dmark、メガバックス、パワーステーション、フロッグ、ドゥエンタープライズ、サウンドエースプロダクション、アスカプロダクション、放送映画製作所、メディア・リサーチ、アークジャパン
- リサーチャー：田中ミカン
- AD：近藤拓也、野堀高大、中谷聡
- ディレクター：京原雄介・中村武史（毎日放送）、光岡麦（Dmark）、佐伯圭右（メガバックス）、京師直樹（パワーステーション）
- 演出：京原雄介（毎日放送）、光岡麦（Dmark）
- アシスタントプロデューサー：反橋たかみ（ドゥエンタープライズ）、伊藤朋子（よしもとクリエイティブ・エージェンシー）
- プロデューサー：長富剛（毎日放送）、田尻麻衣（よしもとクリエイティブ・エージェンシー）
- 制作：浜田尊弘
- 制作協力：吉本興業
- 製作：毎日放送